# Kisen
Kisen (喜撰?), también conocido como Kisen Hōshi (喜撰法師?) fue un monje budista y poeta japonés que vivió a inicios de la era Heian. Poco se conoce de su vida, sólo que vivió en Ujiyama. 

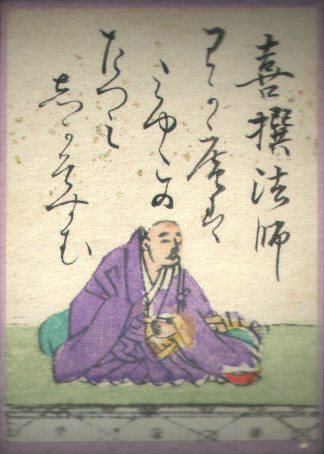
Kisen, en el Hyakunin Isshu.

Cuando Ki no Tsurayuki escribió el prefacio de la antología Kokinshū, eligió a Kisen como uno de los seis mejores poetas de waka (六歌仙 rokkasen?), considerando que su trabajo era superior.
Kisen es considerado el posible autor de la colección poética Waka Sakushi (倭歌作式?), también conocido como Kisen Shiki (喜撰式?), pero es probablemente apócrifo y creado posteriormente a finales de la era Heian.
También fue incluido en la antología poética del Hyakunin Isshu.